# Вільянді (волость, 2013)
Ві́льянді (ест. Viljandi vald) — волость в Естонії, одиниця самоврядування в повіті Вільяндімаа з 5 листопада 2013 до 25 жовтня 2017 року.

## Географічні дані
Площа волості — 651 км2, чисельність населення на 1 січня 2017 року становила 9150 осіб.

## Населені пункти
Адміністрація волості розміщувалася в місті Вільянді, але саме місто, маючи статус самоврядування, не входило до складу волості.
На території волості розташовувалися:
2 селища (alevik): Війратсі (Viiratsi), Рамсі (Ramsi);
75 сіл (küla):
Айду (Aidu), Айнду (Aindu), Алустре (Alustre), Ауксі (Auksi), Вазара (Vasara), Валма (Valma), Вана-Вийду (Vana-Võidu), Ванавялья (Vanavälja), Ванамийза (Vanamõisa), Варді (Vardi), Вардья (Vardja), Веріласке (Verilaske), Вийстре (Võistre), Війзукюла (Viisuküla), Вяйке-Кипу (Väike-Kõpu), Вялґіта (Välgita), Геймталі (Heimtali), Гендрікумийза (Hendrikumõisa), Голстре (Holstre), Інтсу (Intsu), Йиекюла (Jõeküla), Карула (Karula), Кассі (Kassi), Кібекюла (Kibeküla), Кійза (Kiisa), Кійні (Kiini), Кінґу (Kingu), Кокавійдіка (Kokaviidika), Коокла (Kookla), Куудекюла (Kuudeküla), Лаанекуру (Laanekuru), Лееметі (Leemeti), Лойме (Loime), Лолу (Lolu), Лооді (Loodi), Луйґа (Luiga), Марна (Marna), Матапера (Matapera), Моорі (Moori), Мустапалі (Mustapali), Мустівере (Mustivere), Мягма (Mähma), Мяелткюла (Mäeltküla), Пайсту (Paistu), Пеетрімийза (Peetrimõisa), Пінска (Pinska), Пірмасту (Pirmastu), Пуйату (Puiatu), Пуллерітсу (Pulleritsu), Пярі (Päri), Пярсті (Pärsti), Раудна (Raudna), Ребазе (Rebase), Ребасте (Rebaste), Рігкама (Rihkama), Рідакюла (Ridaküla), Руудікюла (Ruudiküla), Саарекюла (Saareküla), Саарепееді (Saarepeedi), Савікоті (Savikoti), Сініалліку (Sinialliku), Султсі (Sultsi), Сурва (Surva), Таарі (Taari), Тємбі (Tömbi), Тиніссааре (Tõnissaare), Тинукюла (Tõnuküla), Тиррекюла (Tõrreküla), Тобраселья (Tobraselja), Тогврі (Tohvri), Турва (Turva), Тусті (Tusti), Тянассілма (Tänassilma), Уусна (Uusna), Ямеяла (Jämejala).

## Історія
27 червня 2013 року Уряд Естонії постановою № 108 затвердив утворення нової адміністративної одиниці шляхом об'єднання територій чотирьох волостей: Пайсту, Пярсті, Саарепееді та Війратсі, визначивши назву нового муніципалітету як волость Вільянді. Зміни в адміністративно-територіальному устрої, відповідно до постанови, набрали чинності 5 листопада 2013 року.
29 грудня 2016 року на підставі Закону про адміністративний поділ території Естонії Уряд Республіки прийняв постанову № 173 про утворення нової адміністративної одиниці — волості Вільянді — шляхом злиття трьох волостей: Колґа-Яані, Тарвасту й Вільянді. Відповідно до постанови зміни в адміністративно-територіальному устрої набули чинності 25 жовтня 2017 року після оголошення результатів виборів до волосної ради нового самоврядування.